# Тяньхуэй-1-02
Тяньхуэй-1-02, или Тяньхуэй-1B (кит. упр. 天绘一号02星) — китайский спутник дистанционного зондирования Земли.

## Конструкция
Для наблюдения за Землёй спутник оснащён мультиспектральной стереоскопической камерой, формирующей трёхмерное изображение полосы в 60 км. Разрешение камеры — 10 метров.

## Запуск
Спутник успешно запущен с космодрома Цзюцюань.